# FC Zaria Bălți
FC Zaria Bălți (russisch «Заря» Бельцы Sarja Belzy) ist ein 1984 gegründeter moldauischer Fußballverein aus der Stadt Bălți. Er spielt mit Ausnahme von zwei längeren Phasen (2001–2006; 2018–2021) stets in der Divizia Națională und gewann 2016 den moldauischen Fußballpokal.

## Geschichte
Der FC Zaria Bălți wurde im Jahr 1984 gegründet und gliederte sich in das sowjetische Ligasystem ein, wo er jedoch stets unterhalb der Profiklassen spielte. Als die Republik Moldau nach dem Zerfall der Sowjetunion unabhängig wurde, war Zaria Bălți einer der Gründungsmitglieder der Divizia Națională, der höchsten Spielklasse des Landes. Noch vor der Auftaktsaison, in der sich der Verein auf dem neunten Rang platzierte, wurde der Vereinsname auf FC Olimpia Bălți geändert.
In der Saison 1994/95 belegte Olimpia Bălți den dritten Platz, was der besten Platzierung der Vereinsgeschichte entsprach. Sechs Jahre später folgte der Abstieg in die zweitklassige Divizia A, ehe es 2006 wieder ins Oberhaus zurückging.
In der Saison 2009/10 hatte sich Olimpia Bălți einen weiteren dritten Platz gesichert und durfte daher erstmals an einem UEFA-Pokalwettbewerb teilnehmen. Der Verein stieg in der 1. Runde der Qualifikation zur UEFA Europa League 2010/11 ein und konnte sich dort wegen der Auswärtstorregel gegen den aserbaidschanischen Vertreter FK Xəzər Lənkəran durchsetzen. In der 2. Runde unterlag der Verein in beiden Spielen gegen Dinamo Bukarest.
Eine Saison später gelang der erstmalige Einzug ins Finale des moldauischen Pokals. Dort traf man auf den FC Iskra-Stali Rîbnița, gegen den das Endspiel jedoch mit 1:2 verloren ging.
Am Ende der Saison 2013/14 stand Olimpia Bălți auf dem elften von zwölf Plätzen, was gleichbedeutend mit dem Abstieg gewesen wäre. Der Verein hatte aber Glück, dass der Neuntplatzierte CSCA-Rapid Chișinău aufgrund von finanziellen Problemen zwangsabsteigen musste, und verblieb so im Oberhaus. Im Anschluss an die Saison kehrte der Verein zu seinem alten Namen FC Zaria Bălți zurück.
Auch in der Saison 2014/15 wäre der Verein als Letztplatzierter von elf Teilnehmern abgestiegen, doch der FC Costuleni und der FC Veris Chișinău zogen sich beide zurück. Folglich wurden alle ihre Spiele annulliert und es gab in dieser Spielzeit keinen Absteiger. Zwischen 2012 und 2015 hatte Zaria Bălți somit 63 von 90 Spielen (Rate von 70 %) verloren, ohne dabei abzusteigen – ein Rekordwert, der gleichzeitig eine kurze Trendwende brachte.
Am Ende der Saison 2015/16 stand Zaria Bălți auf Platz 4, der knapp nicht für die Teilnahme an einem Europapokal reichte. Allerdings konnte die Mannschaft das Pokalfinale gegen den FC Milsami mit 1:0 gewinnen und nahm daher an der Qualifikation zur UEFA Europa League 2016/17 teil. Zaria Bălți musste sich allerdings schon in der 1. Runde dem Videoton FC knapp geschlagen geben. Ebenso erfolglos war man im moldauischen Supercup, wo man bei der einzigen Teilnahme Serienmeister Sheriff Tiraspol mit 1:3 unterlag.
Auch 2016/17 erreichte der Verein das Pokalfinale, dort unterlag er aber erneut Sheriff mit 0:5. Da dieser aber gleichzeitig Meister wurde, durfte Zaria Bălți als Viertplatzierter erneut an der Europa-League-Qualifikation teilnehmen. In der 1. Runde konnte man im Elfmeterschießen gegen den FK Sarajevo die Oberhand behalten. Anschließend schied man in der 2. Runde gegen Apollon Limassol aus.
In der Halbsaison 2017 erreichte Zaria Bălți den fünften Platz, was nicht für einen internationalen Startplatz reichte. Da sich aber der Viertplatzierte FC Dacia Chișinău nach Saisonende auflöste, rückte der Klub aus Bălți als nächstbester auf. Er scheiterte jedoch in der 1. Runde der Europa-League-Qualifikation an Górnik Zabrze. Am Ende der Saison 2018 musste Zaria Bălți als Letztplatzierter erneut absteigen.
2021 gelang der direkte Aufstieg als Zweitligameister, womit der Verein inoffiziell seinen zweiten Titel gewann. Zwei Jahre später gelang ein weiterer Einzug ins Pokalfinale. Erneut unterlag man hierbei Sheriff Tiraspol, diesmal nach einem 0:0 im Elfmeterschießen.

## Europapokalbilanz
| Saison  | Wettbewerb         | Runde                  | Gegner            | Gesamt          | Hin     | Rück          |
| ------- | ------------------ | ---------------------- | ----------------- | --------------- | ------- | ------------- |
| 2010/11 | UEFA Europa League | 1. Qualifikationsrunde | FK Xəzər Lənkəran | (a)1:1(a)       | 0:0 (H) | 1:1 (A)       |
| 2010/11 | UEFA Europa League | 2. Qualifikationsrunde | Dinamo Bukarest   | 1:7             | 0:2 (H) | 1:5 (A)       |
| 2016/17 | UEFA Europa League | 1. Qualifikationsrunde | Videoton FC       | 2:3             | 0:3 (A) | 2:0 (H)       |
| 2017/18 | UEFA Europa League | 1. Qualifikationsrunde | FK Sarajevo       | 3:3 (6:5 i. E.) | 2:1 (H) | 1:2 n. V. (A) |
| 2017/18 | UEFA Europa League | 2. Qualifikationsrunde | Apollon Limassol  | 1:5             | 0:3 (A) | 1:2 (H)       |
| 2018/19 | UEFA Europa League | 1. Qualifikationsrunde | Górnik Zabrze     | 1:2             | 0:1 (A) | 1:1 (H)       |

Gesamtbilanz: 12 Spiele, 2 Siege, 3 Unentschieden, 7 Niederlagen, 9:21 Tore (Tordifferenz −12)

## Spieler
- Emil Caras (1985–1986, 1987)
- Igor Oprea (1988)
- Serghei Rogaciov (1994–1996, 1997–1998, 2009)
- Serghei Pașcenco (2010, 2011–2012, 2016–2018)

## Erfolge
- Moldauische Meisterschaft:
  - 3. Platz (2): 1994/95, 2009/10

- Moldauischer Fußballpokal:
  - Sieger (1): 2015/16
  - Finalist (3): 2010/11, 2017/18, 2022/23

- Moldauischer Fußball-Supercup:
  - Finalist (1): 2016